# Chess Tiger
Chess Tiger is een sterk schaakprogramma ontwikkeld door Christophe Therón.
Er is een shareware versie beschikbaar van Chess Tiger voor PalmOS. Dit programma staat bekend om zijn sterkte, en zijn instelbare niveaus en trainerfuncties.